# Tarō Sekiguchi
Pour les articles homonymes, voir Sekiguchi.
Tarō Sekiguchi (関口 太郎, Sekiguchi Tarō, né le 5 décembre 1975 à Tōkyō) est un pilote de moto (250 cm³) japonais.